# Zitti e buoni
"Zitti e buoni" (tiếng Ý: [ˈdzitti e bˈbwɔːni, ˈtsi-, -tj e -]; n.đ. 'Trầm lặng và có giáo dục')  là một bài hát được viết và biểu diễn bởi ban nhạc Måneskin và sản xuất cũng với Fabrizio Ferraguzzo. Bài hát đã giành chiến thắng tại Nhạc hội Sanremo và Eurovision 2021. Đây là bước đột phá thương mại của ban nhạc khi bài hát đứng đầu bảng xếp hạng đĩa đơn ở một số nước châu Âu.